# Eudialeurodicus
Eudialeurodicus is een geslacht van halfvleugeligen (Hemiptera) uit de familie witte vliegen (Aleyrodidae), onderfamilie Aleurodicinae.
De wetenschappelijke naam van dit geslacht is voor het eerst geldig gepubliceerd door Quaintance & Baker in 1915. De typesoort is Eudialeurodicus bodkini.

## Soort
Eudialeurodicus omvat de volgende soort:
- Eudialeurodicus bodkini Quaintance & Baker, 1915